# Nitrure de carbone bêta
Le nitrure de carbone β, ou β-C3N4, est un polymorphe de nitrure de carbone, de formule chimique C3N4. Analogue au nitrure de silicium hexagonal β-Si3N4, il s'agit d'une céramique ultradure théorisée au milieu des années 1980 et produite expérimentalement depuis les années 1990. Son intérêt réside dans le fait qu'il pourrait être plus dur que le diamant : alors que ce dernier présente un module d'incompressibilité de 443 GPa, celui du β-C3N4 atteindrait 427 ± 15 GPa.
La structure du nitrure de carbone β a pu être déterminée par spectroscopie infrarouge à transformée de Fourier, microscopie électronique en transmission et cristallographie aux rayons X. De structure cristalline hexagonale, les échantillons étudiés avaient comme paramètres cristallins a = 6,36 Å et c = 4,648 Å.
On peut obtenir du nitrure de carbone β à l'aide d'un procédé mécanochimique en deux temps. On commence par réduire en poudre du graphite à haut degré de pureté dans un moulin à billes sous atmosphère d'argon jusqu'à obtenir des grains nanométriques amorphes, puis on élimine l'argon pour le remplacer entièrement par de l'ammoniac NH3, dans lequel on traite énergiquement la poudre de carbone amorphe obtenue à l'étape précédente, ce qui produit des flocons de nitrure de carbone β. La réaction provient du fait que les particules de carbone nanométriques se comportent différemment du carbone massif et se combinent plus facilement aux atomes d'azote libérés par dissociation des molécules d'ammoniac sous l'action mécanique des billes du moulin pour former le nitrure de carbone. Ces flocons de β-C3N4 peuvent être recuits dans un flux d'ammoniac pour former des monocristaux nanométriques dont la taille dépend de la température et de la durée de ce recuit. Ces cristaux croissent bien plus vite dans une direction privilégiée, ce qui donne à l'ensemble une forme de nanotige prismatique à bouts hémisphériques. Ils contiennent des domaines amorphes, qui disparaissent presque entièrement après recuit de trois heures sous atmosphère d'ammoniac à 450 °C.
Le nitrure de carbone β reste difficile à produire en raison de sa nature thermodynamiquement métastable, qui résulte d'une enthalpie de formation positive.